# Fatima Jibrell

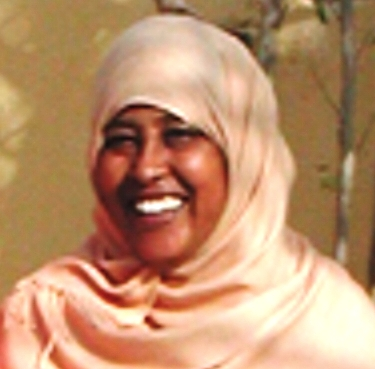
Fatima Jibrell

Fatima Jibrell (* um 1950 in Somalia) ist eine somalische Umweltschützerin, Gründerin der Umwelt- und Entwicklungsorganisation Horn Relief und Trägerin des Goldman Environmental Prize 2002 sowie des Champions of Earth Award 2014.

## Biographie
Fatima Jibrell wuchs in Somalia auf und ging später in die USA, wo sie ihre Ausbildung vollendete. Sie ist US-amerikanische Staatsbürgerin.
Zu Beginn der 1990er Jahre kehrte sie nach Somalia zurück, um die Organisation Horn Relief aufzubauen (heute Adeso). Diese setzt sich gegen die Überfischung und Verschmutzung der Küste, gegen die Desertifikation und insbesondere gegen den Handel und Export von Holzkohle ein, der die letzten Baumbestände des Landes gefährdet. 2000 konnten Jibrell und ihre Mitstreiter erreichen, dass lokale Clanführer ihrer Heimat den Holzkohleexport verboten. Um den einheimischen Kohleverbrauch zu senken, propagiert Horn Relief den Einsatz von Solarkochern.
Fatima Jibrell ist zudem Koordinatorin des Resource Management Somali Network (Somalisches Netzwerk für Ressourcenmanagement) und gehört der Women's Coalition for Peace (Koalition der Frauen für den Frieden) an.